# Association royale Dynastie et patrimoine culturel
L'Association royale  Le Musée de la Dynastie fut fondé en 1930 sous la dénomination des Admirateurs de Léopold II, muée ensuite en Admirateurs de Léopold II et de la Dynastie. Ce groupement s'est développé en Musée de la Dynastie en 1953.  Il se trouve non loin du Palais royal.

## Conseil d'administration
- Président :	Christian Koninckx
- Vice-Présidente : Barbara de Muyser Lantwyck
- Secrétaire-Général : Sylviane Jacquet de Haveskercke
- Trésorier : Jean Botermans